# Biblioteca nacional de Aruba
La Biblioteca nacional de Aruba (en papiamento: Biblioteca Nacional Aruba; en neerlandés: Nationale Bibliotheek van Aruba) es la biblioteca principal del país autónomo e isla de Aruba.
Se encuentra en la ciudad de Oranjestad y cuenta con más de 100 000 libros. Al inicio de la autonomía de Aruba en 1986, la antigua biblioteca nacional y la biblioteca pública, también tenían una función de depósito de los libros publicados y escritos en Aruba.